# Juan Eduardo Zúñiga
Juan Eduardo Zúñiga (* 24. Januar 1919, nach anderen Quellen 1929 in Madrid; † 24. Februar 2020 ebenda) war ein spanischer Schriftsteller. Er studierte Geisteswissenschaften mit den Spezialfächern Slawistik und spanische Literatur des 19. Jahrhunderts. Am bekanntesten wurde er durch seine drei Bände über Menschen im Spanischen Bürgerkrieg.

## Werke (Auswahl)
- Largo noviembre de Madrid (Langer November in Madrid), 1980
- La tierra será un paraíso (Die Erde wird ein Paradies sein), 1989
- Capital de la gloria, 2003 (dt. Übersetzung: Stadt des Ruhms, Übers. v. Eva Steiner, Stockmann Verlag Österreich, 2007, ISBN 978-3-9501612-7-4)